# Dubai Internet City
Dubai Internet City (DIC) és un parc de la informació i tecnològic creat pel govern de Dubai, a la ciutat de Dubai, Emirats Àrabs Units, declarat Zona Franca i on poden operar les companyies dels països emergents sense restriccions. Es troba a uns 25 km del centre de la ciutat a la famosa carretera del Xeic Zayed, en direcció a Abu Dhabi, entre la Dubai Marina i Jumeirah, a 1 km de la costa. Té al costat el Dubai Media City i el Dubai Knowledge Village. Les comunicacions per Internet de moment estan lliures de tota censura i possibilitat de control.